# NGC 5527
NGC 5527 ist eine 14,4 mag helle Spiralgalaxie vom Hubble-Typ Sbc im Sternbild Bärenhüter am Nordsternhimmel. Sie ist schätzungsweise 367 Millionen Lichtjahre von der Milchstraße entfernt und hat einen Durchmesser von etwa 85.000 Lichtjahren.
Im selben Himmelsareal befinden sich u. a. die Galaxien NGC 5517, NGC 5529, NGC 5544, NGC 5557.
Das Objekt wurde am 19. April 1882 von R. J. Mitchell, einem Assistenten von William Parsons, entdeckt. Mitchells Notiz „working here“ führte seitdem zu mehreren Verwechslungen mit PGC 50868, PGC 50925 oder gar NGC 5524.